# 对叶榕
对叶榕（学名：Ficus hispida）是桑科榕属的植物。分布于马来西亚、印度、锡金、越南、泰国、不丹、尼泊尔、澳大利亚以及中国大陆的广西、海南、贵州、云南、广东等地，生长于海拔120米至1,600米的地区，见于沟谷潮湿地带，目前已由人工引种栽培。對葉榕俗稱牛奶樹，因植株具白色牛奶狀汁液。中藥裡，對葉榕的根、皮、莖葉、果實皆具功能。根、皮、莖葉部分中藥以牛奶樹名之，果實部分則以牛奶樹子為名。

## 变种
- 红果对叶榕（学名：Ficus hispida var. rubra）为桑科榕属下的一个变种。
- 扁果榕（学名：Ficus hispida var. badiostrigosa）为桑科榕属下的一个变种。

## 参考文献

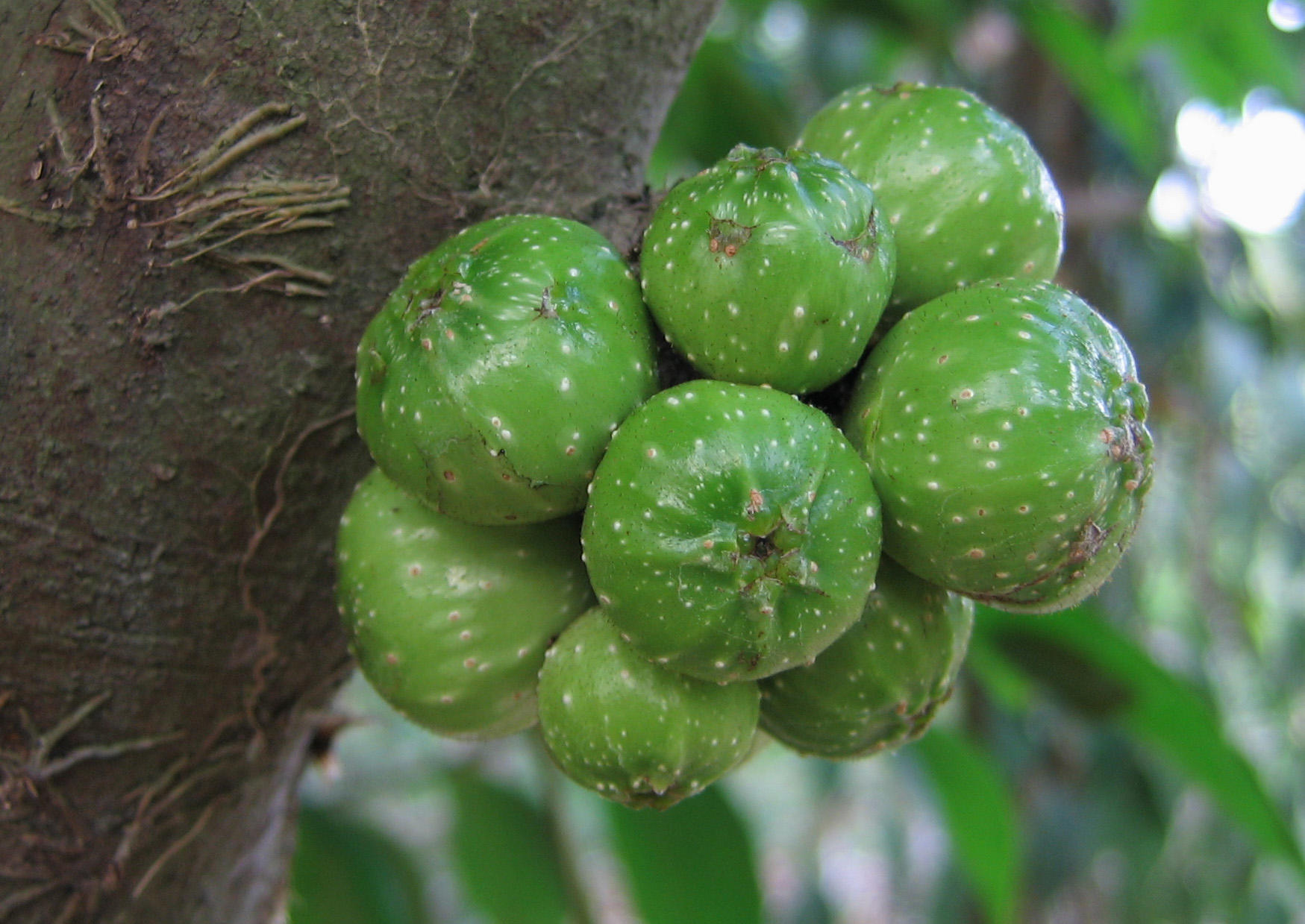
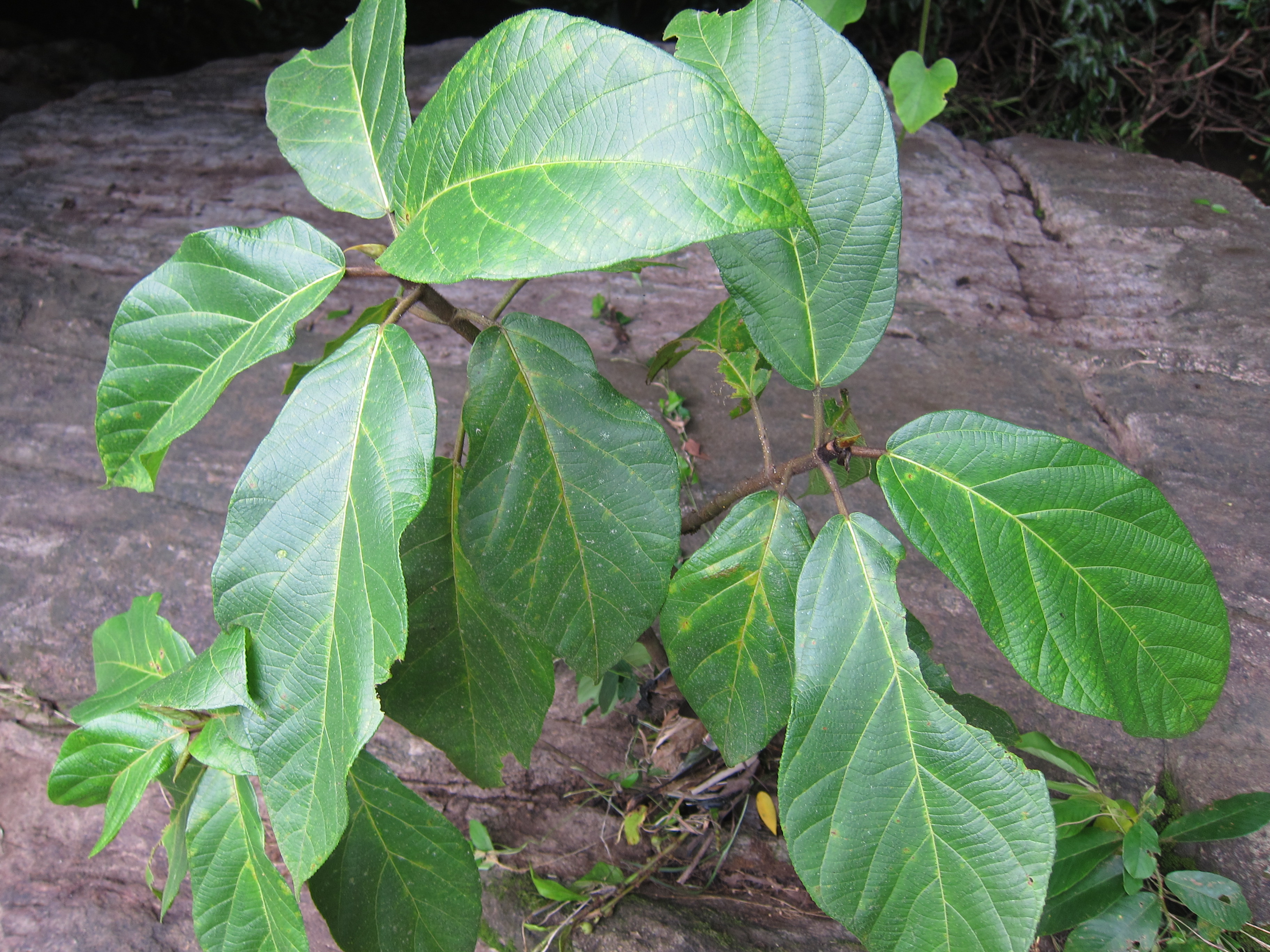
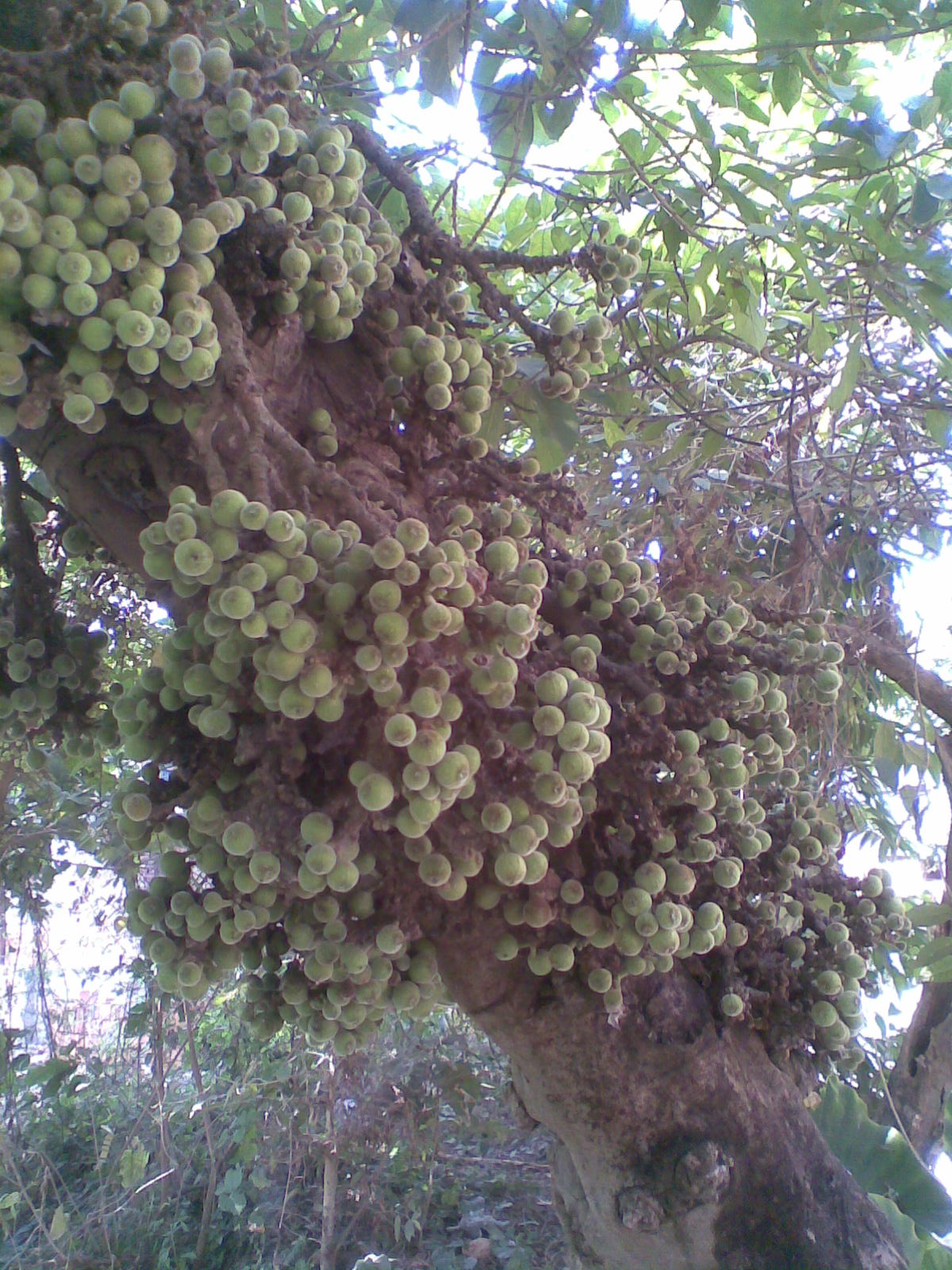
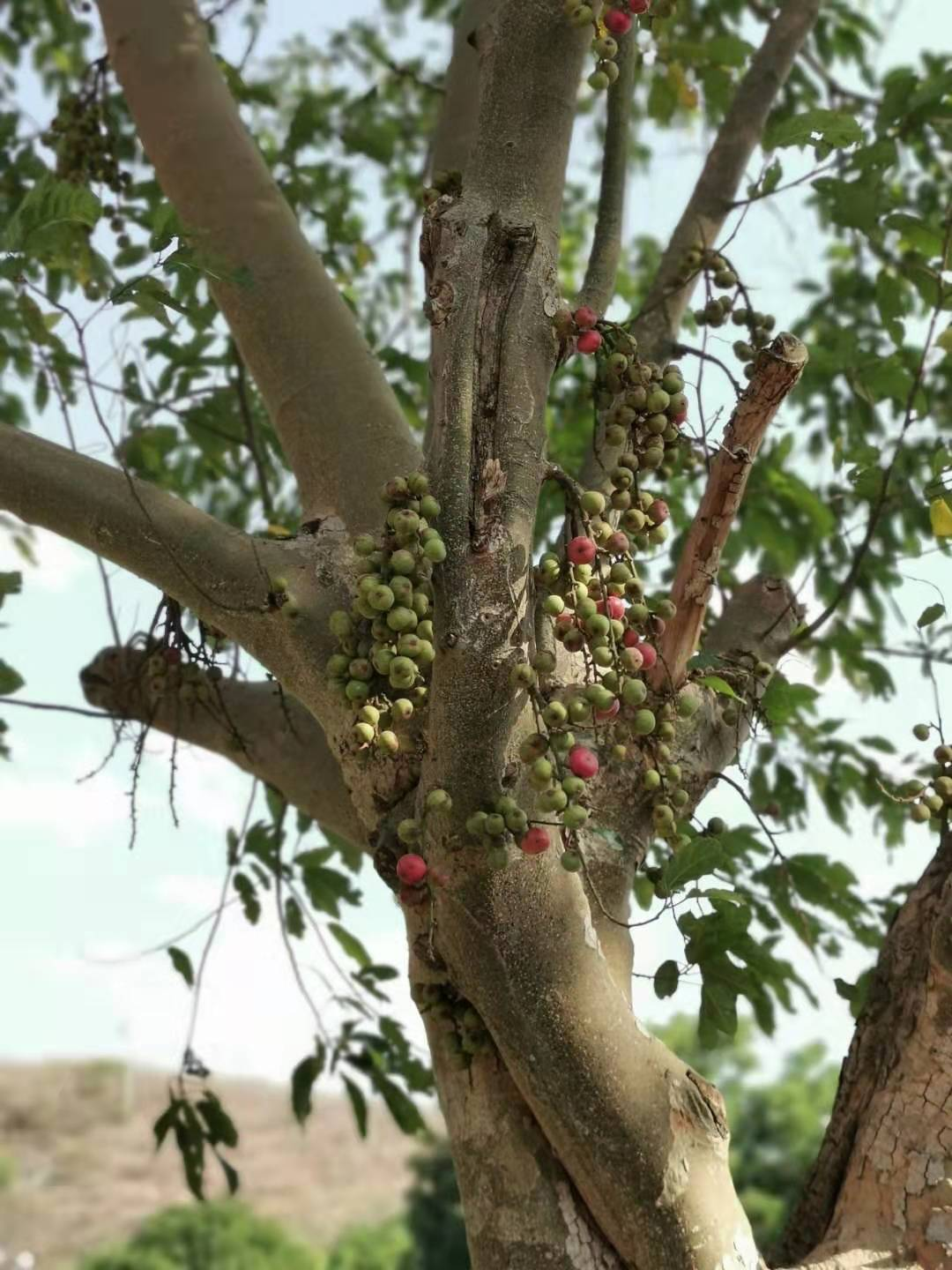
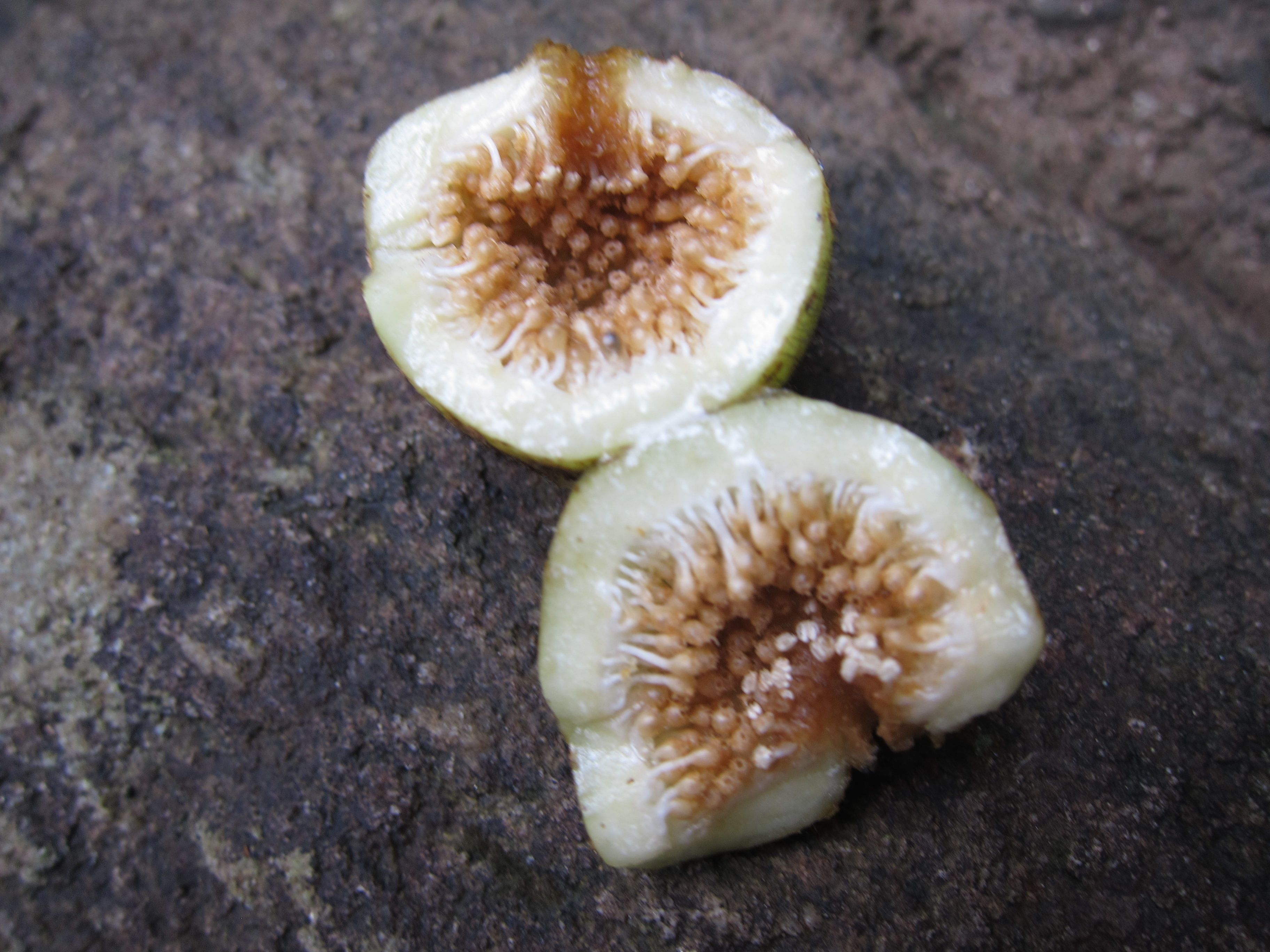
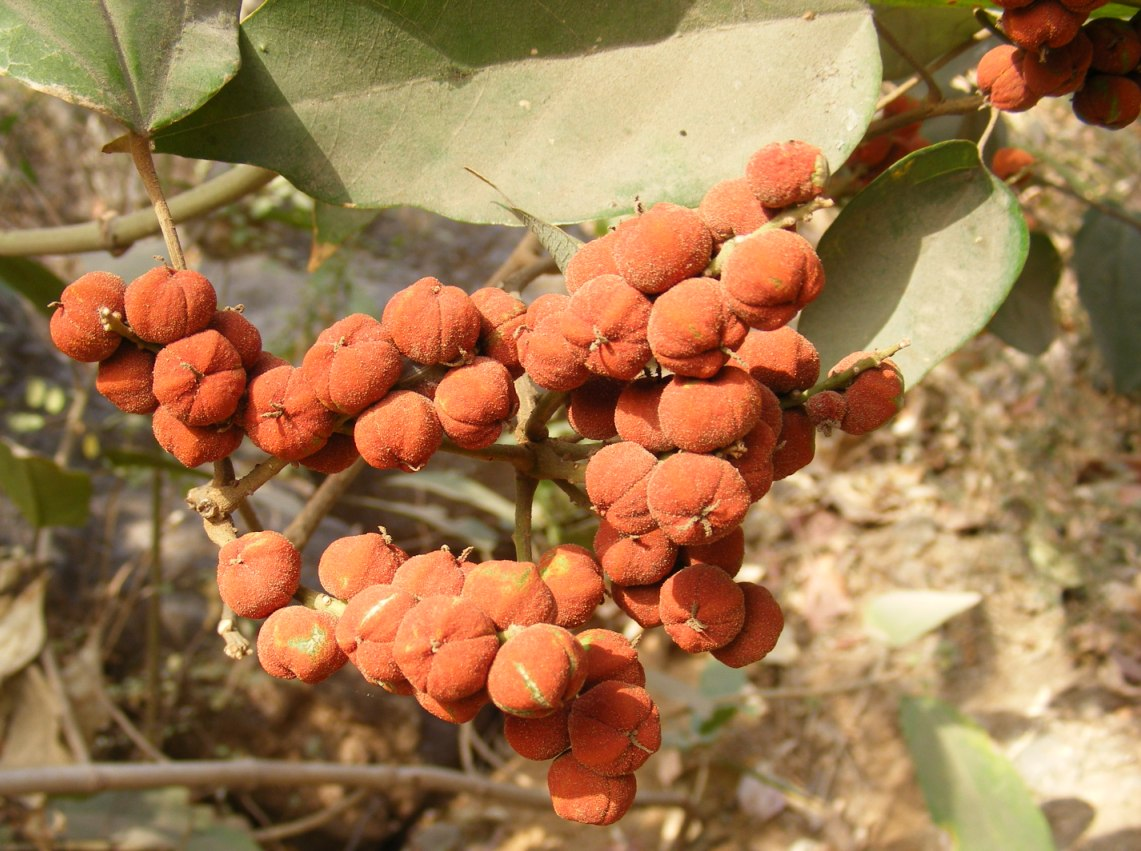

## 外部連結
- 對葉榕, Duiyerong 藥用植物圖像數據庫 (香港浸會大學中醫藥學院) （繁體中文）（英文）